# John Gregory (futbolista)
John Charles Gregory (Scunthorpe, Lincolnshire, Inglaterra; 11 de mayo de 1954) es un exfutbolista y entrenador inglés. 
Como jugador se desempeñó de centrocampista. Jugó, entre otros clubes, para el Northampton Town, Aston Villa, Queens Park Rangers y Brighton & Hove Albion. Fue internacional absoluto con la selección de Inglaterra en seis oportunidades.
Luego de su retiro en 1990 comenzó su carrera como entrenador en el Portsmouth.

## Clubes

### Como jugador
| Club                   | País       | Año       |
| ---------------------- | ---------- | --------- |
| Northampton Town       | Inglaterra | 1972-1977 |
| Aston Villa            | Inglaterra | 1977-1979 |
| Brighton & Hove Albion | Inglaterra | 1979-1981 |
| Queens Park Rangers    | Inglaterra | 1981-1985 |
| Derby County           | Inglaterra | 1985-1988 |
| Plymouth Argyle        | Inglaterra | 1990      |
| Bolton Wanderers       | Inglaterra | 1990      |

### Como entrenador
| Club                       | País       | Año       |
| -------------------------- | ---------- | --------- |
| Portsmouth                 | Inglaterra | 1989-1990 |
| Plymouth Argyle (interino) | Inglaterra | 1990      |
| Wycombe Wanderers          | Inglaterra | 1996-1998 |
| Aston Villa                | Inglaterra | 1998-2002 |
| Derby County               | Inglaterra | 2002-2003 |
| Queens Park Rangers        | Inglaterra | 2006-2007 |
| Maccabi Ahi Nazareth       | Israel     | 2009-2010 |
| F.C. Ashdod                | Israel     | 2010-2011 |
| FC Kairat                  | Kazajistán | 2011      |
| Crawley Town               | Inglaterra | 2013-2015 |
| Chennaiyin FC              | India      | 2017-2019 |

## Palmarés

### Como entrenador

#### Títulos nacionales
| Título             | Club          | País  | Año     |
| ------------------ | ------------- | ----- | ------- |
| Superliga de India | Chennaiyin FC | India | 2017-18 |

#### Distinciones individuales
| Distinción                                  | Año             |
| ------------------------------------------- | --------------- |
| Entrenador del año de la Superliga de India | 2018            |
| Entrenador del mes de la Premier League     | Septiembre 1998 |
| Entrenador del mes de la Premier League     | Septiembre 2001 |